# Pterostichus trinitensis
Pterostichus trinitensis är en skalbaggsart som beskrevs av Hermann Hacker. Pterostichus trinitensis ingår i släktet Pterostichus och familjen jordlöpare. Inga underarter finns listade i Catalogue of Life.